# Бахшалиев, Ульви Вагиф оглы
Ульви Вагиф оглы Бахшалиев (азерб. Ülvi Vaqif oğlu Baxşəliyev; род. 8 апреля 1972) — азербайджанский дипломат. Посол Азербайджана в Молдавии (с 2023).

## Биография
Родился 8 апреля 1972 года. В 1994 году окончил Бакинский государственный университет, факультет востоковедения.
В 2005 году окончил Сумгаитский государственный университет, факультет экономики и управления.
В 2001 году являлся атташе второго Восточного управления МИД Азербайджана.
С 2001 по 2006 год являлся третьим секретарём посольства Азербайджана в Иране.
С 2006 по 2009 год — первый секретарь второго Восточного управления МИД Азербайджана.
С 2009 по 2012, с 2013 по 2017 год являлся советником посольства Азербайджана в Польше.
С 2012 по 2013 год являлся начальником отдела второго Европейского управления МИД Азербайджана.
С 2017 по 2018 год являлся заместителем начальника второго Европейского управления МИД Азербайджана.
С 2019 по 2021 год — начальник управления Восточной Европы и Центральной Азии МИД Азербайджана.
16 июля 2021 года присвоен дипломатический ранг чрезвычайного и полномочного посланника второй степени.
Посол Азербайджана в Белоруссии (16 июля 2021 — 9 декабря 2023). Одновременно являлся постоянным представителем Азербайджана при уставных и иных органах СНГ.
Посол Азербайджана в Молдавии (с 9 декабря 2023)
Владеет русским, английским, фарси.